# Greckokatolicka metropolia halicka
Greckokatolicka metropolia halicka – greckokatolicka metropolia, utworzona przez papieża Piusa VII 24 lutego 1807, będąca kontynuacją istniejącej do początków XV wieku prawosławnej metropolii halickiej.
Jesienią 1773 biskup lwowski Leon Ludwik Szeptycki rozpoczął starania o odnowienie metropolii halickiej, przedkładając projekt cesarzowej Marii Teresie.
11 września 1806 cesarz Franciszek II zatwierdził projekt przygotowany przez biskupa lwowskiego Antona Anhełłowycza i generalnego wikarego eparchii lwowskiej Mychajła Harasewycza. Jednocześnie zaproponował papieżowi Piusowi VII podniesieni biskupstwa lwowskiego do rangi metropolii, w składzie trzech eparchii: lwowskiej, przemyskiej i chełmskiej.
24 lutego 1807 papież podpisał bullę In universalis Ecclesiae regimine, tworzącą metropolię. 25 września 1808 nastąpiło uroczyste objęcie funkcji przez biskupa Anhełłowycza.

## Metropolici halicko-lwowscy
- Anton Anhełłowycz 1808-1814
- Michał Lewicki 1816-1858
- Hryhorij Jachymowycz 1860-1863
- Spirydion Litwinowicz 1863-1869
- Josyf Sembratowycz 1870-1882
- Sylwestr Sembratowycz 1885-1892
- Julian Kuiłowski 1899-1900
- Andrzej Szeptycki 1900-1944
- Josyf Slipyj 1944-1984
- Myrosław Lubacziwśkyj 1984-2000
- Lubomyr Huzar 2001-2005

## Przeniesienie metropolii
21 sierpnia 2005 odbyła się uroczystość przeniesienia siedziby metropolity ze Lwowa do Kijowa oraz utworzenia greckokatolickiej metropolii kijowskiej.